# 1963년 세계 체스 선수권 대회

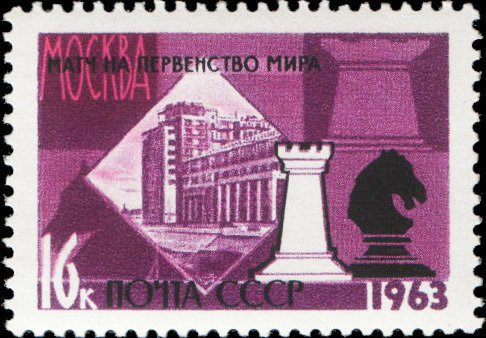
1963년 세계 체스 선수권 대회 기념 소련 우표

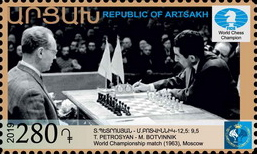
아르차흐 공화국의 2019년 기념 우표

1963년 세계 체스 선수권 대회는 1963년에 열린 세계 체스 선수권 대회로, 미하일 보트빈니크와 티그란 페트로샨 사이의 매치였다. 1963년 3월 23일부터 5월 20일까지 소비에트 연방 모스크바에서 열렸다.

## 형식
세계 체스 선수권 대회 사이클은 FIDE의 관할 아래에 있었다. 1959년에 룩셈부르크에서 형식이 결정되었다.
사이클은 1960년에 조널 토너먼트로 시작되었다. 조널에서 통과한 선수들은 인터조널에서 경기했고, 상위 6명이 도전자 결정전에 진출했다. 그들은 그 이후 미하일 탈(이전 1961년 대회의 패자)와 폴 케레스(1959년 도전자 결정전의 준우승자)와 대결해 우승자가 현 챔피언이었던 보트빈니크와 1963년에 세계 선수권 대회에서 대결했다.

## 1962년 인터조널 토너먼트
5번째 인터조널 토너먼트가 네덜란드에서 1961년에 열릴 예정이었지만, 스폰서들은 비자 발급 문제를 해결할 수 없었다. 이후 모스코바에서 대회를 열려고 했으나 이도 실패했다. 결국 인터조널 토너먼트는 스톡홀름에서 FIDE의 스폰서 아래 열렸다. 대회는 23명이 참가한 라운드 로빈 대회였고, 6명이 미하일 탈, 폴 케레스와 함께 도전자 결정전으로 진출했다. 미국인 보비 피셔가 17½/22로 2½점 차이로 우승했다. 2-4위는 소련 선수들이 차지했다.
6번째이자 마지막 자리에는 13½로 3명이 같은 점수를 기록했다. 소련의 레오니드 스타인, 미국의 폴 벵코, 유고슬로비아의 스베토자르 글리고릭이었다. 이 3명은 더블 라운드 로빈 플레이오프를 했다. 스타인이 우승했지만 1959년에 만들어진 규칙에 따르면 한 협회에서 3명 이상이 진출할 수 없었고, 스타인은 소련 선수들 중 1명이 불참해야 진출할 수 있었다. 결국 벵코가 도전자 결정전에 진출했다.
|    |                         | 1 | 2 | 3 | 4 | 5 | 6 | 7 | 8 | 9 | 10 | 11 | 12 | 13 | 14 | 15 | 16 | 17 | 18 | 19 | 20 | 21 | 22 | 23 | 승 | 무 | 패 | 총점 | 순위  |
| -- | ----------------------- | - | - | - | - | - | - | - | - | - | -- | -- | -- | -- | -- | -- | -- | -- | -- | -- | -- | -- | -- | -- | -- | -- | -- | ---- | ----- |
| 1  | Bobby Fischer (USA)     | – | ½ | ½ | 1 | ½ | ½ | ½ | ½ | ½ | 1  | ½  | 1  | 1  | 1  | 1  | 1  | 1  | 1  | 1  | 1  | ½  | 1  | 1  | 13 | 9  | 0  | 17½  | 1     |
| 2  | Efim Geller (USSR)      | ½ | – | ½ | ½ | ½ | ½ | 1 | 1 | 1 | 1  | 0  | ½  | 1  | ½  | 1  | 1  | 1  | ½  | ½  | ½  | 1  | 0  | 1  | 10 | 10 | 2  | 15   | 2–3   |
| 03 | Tigran Petrosian (USSR) | ½ | ½ | – | ½ | ½ | ½ | ½ | ½ | ½ | ½  | 1  | 1  | ½  | ½  | 1  | ½  | ½  | 1  | 1  | 1  | 1  | ½  | 1  | 8  | 14 | 0  | 15   | 2–3   |
| 04 | Viktor Korchnoi (USSR)  | 0 | ½ | ½ | – | 1 | ½ | ½ | ½ | ½ | 0  | 1  | 1  | ½  | 1  | 1  | ½  | ½  | 1  | ½  | 1  | 1  | 0  | 1  | 9  | 10 | 3  | 14   | 4–5   |
| 05 | Miroslav Filip (TCH)    | ½ | ½ | ½ | 0 | – | ½ | ½ | 1 | 0 | ½  | ½  | ½  | 1  | 1  | ½  | ½  | 1  | ½  | 1  | ½  | 1  | 1  | 1  | 8  | 12 | 2  | 14   | 4–5   |
| 06 | Svetozar Gligorić (YUG) | ½ | ½ | ½ | ½ | ½ | – | ½ | 0 | ½ | ½  | ½  | 1  | ½  | 1  | 0  | 1  | 1  | ½  | ½  | 1  | ½  | 1  | 1  | 7  | 13 | 2  | 13½  | 6–8   |
| 07 | Pal Benko (USA)         | ½ | 0 | ½ | ½ | ½ | ½ | – | ½ | 1 | ½  | ½  | 0  | ½  | ½  | 1  | 1  | 0  | 1  | 1  | 1  | ½  | 1  | 1  | 8  | 11 | 3  | 13½  | 6–8   |
| 08 | Leonid Stein (USSR)     | ½ | 0 | ½ | ½ | 0 | 1 | ½ | – | 0 | 1  | ½  | 0  | 1  | ½  | ½  | 1  | 1  | ½  | ½  | 1  | 1  | 1  | 1  | 9  | 9  | 4  | 13½  | 6–8   |
| 09 | Wolfgang Uhlmann (GDR)  | ½ | 0 | ½ | ½ | 1 | ½ | 0 | 1 | – | 0  | 1  | 1  | ½  | 0  | 1  | 1  | 0  | 1  | 1  | 1  | 0  | 1  | 0  | 10 | 5  | 7  | 12½  | 9–10  |
| 10 | Lajos Portisch (HUN)    | 0 | 0 | ½ | 1 | ½ | ½ | ½ | 0 | 1 | –  | ½  | ½  | ½  | ½  | ½  | 1  | 1  | 1  | 0  | 1  | 1  | 1  | 0  | 8  | 9  | 5  | 12½  | 9–10  |
| 11 | Arturo Pomar (ESP)      | ½ | 1 | 0 | 0 | ½ | ½ | ½ | ½ | 0 | ½  | –  | ½  | 0  | 0  | 1  | ½  | 1  | ½  | 1  | ½  | 1  | 1  | 1  | 7  | 10 | 5  | 12   | 11–12 |
| 12 | Friðrik Ólafsson (ISL)  | 0 | ½ | 0 | 0 | ½ | 0 | 1 | 1 | 0 | ½  | ½  | –  | ½  | 0  | ½  | ½  | ½  | 1  | 1  | 1  | 1  | 1  | 1  | 8  | 8  | 6  | 12   | 11–12 |
| 13 | [ulio Bolbochán (ARG)   | 0 | 0 | ½ | ½ | 0 | ½ | ½ | 0 | ½ | ½  | 1  | ½  | –  | ½  | ½  | ½  | 1  | ½  | 1  | ½  | ½  | 1  | 1  | 5  | 13 | 4  | 11½  | 13    |
| 14 | Gedeon Barcza (HUN)     | 0 | ½ | ½ | 0 | 0 | 0 | ½ | ½ | 1 | ½  | 1  | 1  | ½  | –  | ½  | ½  | ½  | ½  | ½  | ½  | 1  | 0  | 1  | 5  | 12 | 5  | 11   | 14–15 |
| 15 | István Bilek (HUN)      | 0 | 0 | 0 | 0 | ½ | 1 | 0 | ½ | 0 | ½  | 0  | ½  | ½  | ½  | –  | ½  | 1  | ½  | 1  | 1  | 1  | 1  | 1  | 7  | 8  | 7  | 11   | 14–15 |
| 16 | Arthur Bisguier (USA)   | 0 | 0 | ½ | ½ | ½ | 0 | 0 | 0 | 0 | 0  | ½  | ½  | ½  | ½  | ½  | –  | ½  | ½  | 1  | ½  | 1  | 1  | 1  | 4  | 11 | 7  | 9½   | 16    |
| 17 | Daniel Yanofsky (CAN)   | 0 | 0 | ½ | ½ | 0 | 0 | 1 | 0 | 1 | 0  | 0  | ½  | 0  | ½  | 0  | ½  | –  | ½  | 1  | ½  | ½  | 0  | ½  | 3  | 9  | 10 | 7½   | 17–18 |
| 18 | Mario Bertok (YUG)      | 0 | ½ | 0 | 0 | ½ | ½ | 0 | ½ | 0 | 0  | ½  | 0  | ½  | ½  | ½  | ½  | ½  | –  | ½  | 0  | ½  | 1  | ½  | 1  | 13 | 8  | 7½   | 17–18 |
| 19 | Eugenio German (BRA)    | 0 | ½ | 0 | ½ | 0 | ½ | 0 | ½ | 0 | 1  | 0  | 0  | 0  | ½  | 0  | 0  | 0  | ½  | –  | ½  | ½  | 1  | 1  | 3  | 8  | 11 | 7    | 19–20 |
| 20 | Samuel Schweber (ARG)   | 0 | ½ | 0 | 0 | ½ | 0 | 0 | 0 | 0 | 0  | ½  | 0  | ½  | ½  | 0  | ½  | ½  | 1  | ½  | –  | 1  | ½  | ½  | 2  | 10 | 10 | 7    | 19–20 |
| 21 | Rudolf Teschner (FRG)   | ½ | 0 | 0 | 0 | 0 | ½ | ½ | 0 | 1 | 0  | 0  | 0  | ½  | 0  | 0  | 0  | ½  | ½  | ½  | 0  | –  | 1  | 1  | 3  | 7  | 12 | 6½   | 21    |
| 22 | Miguel Cuéllar (COL)    | 0 | 1 | ½ | 1 | 0 | 0 | 0 | 0 | 0 | 0  | 0  | 0  | 0  | 1  | 0  | 0  | 1  | 0  | 0  | ½  | 0  | –  | ½  | 4  | 3  | 15 | 5½   | 22    |
| 23 | Manuel Aaron (IND)      | 0 | 0 | 0 | 0 | 0 | 0 | 0 | 0 | 1 | 1  | 0  | 0  | 0  | 0  | 0  | 0  | ½  | ½  | 0  | ½  | 0  | ½  | –  | 2  | 4  | 16 | 4    | 23    |

|   |                         | 1   | 2   | 3   | 총점 |
| - | ----------------------- | --- | --- | --- | ---- |
| 1 | Leonid Stein (USSR)     | x x | ½ ½ | 1 1 | 3/4  |
| 2 | Pal Benko (USA)         | ½ ½ | x x | 1 – | 2/3  |
| 3 | Svetozar Gligorić (YUG) | 0 0 | 0 – | x x | 0/3  |

## 도전자 결정전
도전자 결정전은 1962년 퀴라소에서 8명이 쿼드루플 라운드 로빈 형식으로 경기했다. 참가자들은 1959년 대회와 비슷했다.

### 결과
대회 전 우승 후보는 탈과 피셔였지만, 탈은 첫 3경기를, 피셔는 첫 2경기를 패배했다. 이는 예측할 수 없는 대회가 펼쳐질 수도 있다는 신호였다. 탈은 4사이클 중 3사이클이 끝난 뒤 건강 문제로 기권했다.
|    |                         | PET  | KER  | GEL  | FIS  | KOR  | BEN  | TAL  | FIL  | 총점 |
| -- | ----------------------- | ---- | ---- | ---- | ---- | ---- | ---- | ---- | ---- | ---- |
| 1  | Tigran Petrosian (USSR) | –    | ½½½½ | ½½½½ | ½1½½ | ½½11 | ½½1½ | 11½− | ½11½ | 17½  |
| 2= | Paul Keres (USSR)       | ½½½½ | –    | ½½½½ | 0½1½ | ½½1½ | 1110 | 1½1− | ½11½ | 17   |
| 2= | Efim Geller (USSR)      | ½½½½ | ½½½½ | –    | 11½0 | ½½1½ | ½½½1 | ½11− | ½11½ | 17   |
| 4  | Bobby Fischer (USA)     | ½0½½ | 1½0½ | 00½1 | –    | 010½ | 01½1 | ½1½− | 1½1½ | 14   |
| 5  | Viktor Korchnoi (USSR)  | ½½00 | ½½0½ | ½½0½ | 101½ | –    | ½½½0 | 10½− | 1111 | 13½  |
| 6  | Pal Benko (USA)         | ½½0½ | 0001 | ½½½0 | 10½0 | ½½½1 | –    | 10½− | 011½ | 12   |
| 7= | Mikhail Tal (USSR)      | 00½− | 0½0− | ½00− | ½0½− | 01½− | 01½− | –    | 10½− | 7    |
| 7= | Miroslav Filip (TCH)    | ½00½ | ½00½ | ½00½ | 0½0½ | 0000 | 100½ | 01½− | –    | 7    |
대회 준우승자는 다음 도전자 결정전에 자동으로 진출하게 되어 있었기 때문에 케레스와 겔러는 1962년 모스코바에서 2위를 결정하기 위한 매치를 열었다. 케레스가 4½–3½으로 승리해 1965년 도전자 결정전에 진출했지만, 보트빈니크가 불참하여 결국 겔러도 진출했다.
|                    | 1 | 2 | 3 | 4 | 5 | 6 | 7 | 8 | 총점 |
| ------------------ | - | - | - | - | - | - | - | - | ---- |
| Efim Geller (USSR) | ½ | ½ | 0 | ½ | ½ | 1 | ½ | 0 | 3½   |
| Paul Keres (USSR)  | ½ | ½ | 1 | ½ | ½ | 0 | ½ | 1 | 4½   |

### 공모 주장
이 대회는 소련 선수들의 공모 의혹으로 인해 유명하고 자주 논의된다. 상위 3명 (페트로샨, 겔러, 케레스)은 서로 간의 12경기를 평균 19수 만에 모두 무승부로 끝냈다.
대회 이후, 피셔는 공개적으로 소련 선수들이 다른 나라 선수들, 특히 자신이 이기지 못하도록 공모했다고 주장했다. 그의 주장은 두 부분으로 되어 있었다: 첫 번째로, 페트로샨, 겔러, 케레스는 서로 간의 경기를 모두 무승부하기로 맞춰 놓고 있었고, 두 번째로, 코르치노이는 대회의 처음 절반에는 무승부를 하고 이후에는 그들에게 몇 경기를 지기로 했다.
첫 번째 주장은 보통 맞는 것으로 여겨진다. 세 선수는 이후 모두 사망했지만, 소련 팀을 이끌었던 Yuri Averbakh는 2002년 인터뷰에서 이를 확인했다. 그는 케레스가 가장 나이가 많은 참가자여서 에너지를 아끼고 싶어했고, 페트로샨과 겔러는 친구 사이였고 무승부를 만드는 전력이 있었다고 이유를 제안했다. 코르치노이도 이를 확인했다.
코르치노이가 고의적으로 패배했다는 두 번째 주장은 덜 확실하다. 코르치노이는 1976년 소련에서 탈출했지만, 고의로 패배하라고 강요받았다고 주장하지 않았다. Dominic Lawson은 이 주장이 터무니없다고 말하면서, 코르치노이는 그가 혐오하는 페트로샨에게 주로 패배했다고 지적했다.

### 주장에 대한 답변
FIDE는 이 주장에 대한 답변으로 이후 도전자 결정전의 형식을 바꿨다. 다음 (1966년) 사이클부터, 도전자 결정전은 라운드 로빈 토너먼트에서 싱글 엘리미네이션 형식으로 바꿨다. 이는 조작의 워험을 없앴다. 이 형식은 2013년 이전의 모든 도전자 결정전에 사용되었다.

## 챔피언십 매치
도전자 결정전의 우승자인 페트로샨은 보트빈니크와 세계 선수권 매치를 열었다. 총 24경기를 할 예정이었고, 12-12 무승부의 경우 보트빈니크가 세계 선수권을 유지했다.
페트로샨은 1963년 3월 23일 열린 첫 경기를 졌지만, 회복하여 12½–9½로 편하게 승리했다. 페트로샨이 5경기, 보트빈니크가 2경기를 이겼고, 무승부는 15경기였다. 1963년 5월 20일에 열린 마지막 경기는 무승부로 끝났지만, 페트로샨이 필요한 12½점을 채워 우승했다.
|                          | 1 | 2 | 3 | 4 | 5 | 6 | 7 | 8 | 9 | 10 | 11 | 12 | 13 | 14 | 15 | 16 | 17 | 18 | 19 | 20 | 21 | 22 | 총점 |
| ------------------------ | - | - | - | - | - | - | - | - | - | -- | -- | -- | -- | -- | -- | -- | -- | -- | -- | -- | -- | -- | ---- |
| Mikhail Botvinnik (USSR) | 1 | ½ | ½ | ½ | 0 | ½ | 0 | ½ | ½ | ½  | ½  | ½  | ½  | 1  | 0  | ½  | ½  | 0  | 0  | ½  | ½  | ½  | 9½   |
| Tigran Petrosian (USSR)  | 0 | ½ | ½ | ½ | 1 | ½ | 1 | ½ | ½ | ½  | ½  | ½  | ½  | 0  | 1  | ½  | ½  | 1  | 1  | ½  | ½  | ½  | 12½  |

### 여파
규정이 변경되어 1957년과 1960년과는 달리, 디펜딩 챔피언은 재대결을 신청할 권리가 없었다. 세계 선수권 대회의 패자로서 보트빈니크를 자동으로 다음 도전자 결정전에 진출했다. 하지만 보트빈니크는 이 권리를 행사하지 않았고 세계 선수권 대회에서 은퇴했다.
페트로샨은 이후 1966년 대회에서 선수권을 방어했지만 1969년에 보리스 스파스키에게 잃었다.

## 참고 문헌
- Horowitz, Al (1973), 《The World Chess Championship, A History》, Macmillan, LCCN 72080175
- Wade, R. G. (1964), 《The World Chess Championship 1963》, Arco, LCCN 64514341

## 관련 문헌
- Timman, Jan (2005), 《Curaçao 1962: The Battle of Minds that Shook the Chess World》, New in Chess, ISBN 978-90-5691-139-3